# 7. фебруар
7. фебруар је тридесет осми дан у години у Грегоријанском календару. 327 дана (328 у преступним годинама) остаје у години после овог дана.

## Догађаји
- 457 — Лав I ступа на источноримски (византијски) престо.
- 1783 — Француске и шпанске снаге су прекинуле опсаду Гибралтара.
- 1792 — Аустрија и Пруска склопиле савез против револуционарне Француске у страху од ширења идеја грађанске револуције. То је била прва од шест коалиција у које су касније, против Наполеона, ушле и Русија, Енглеска и Турска и друге европске земље.
- 1863 — Ратификован је Једанаести амандман на устав САД, којим су ограничене могућности држављана САД да туже државу пред федералним судовима како би се преиначила одлука Врховног суда у случају Чисом против Џорџије.
- 1863 — На британском војном броду „Орфеј“, који је потонуо поред обала Новог Зеланда, погинуло 190 људи.
- 1913 — Црногорска војска и српски Приморски одред у Првом балканском рату почели напад на Скадар, који су држали Турци. Црногорци су у априлу присилили Есад-пашу да преда град, али су се у мају повукли јер су европске силе донеле одлуку да Скадар припадне Албанији.
- 1942 — Усташе су убиле 2300 становника бањалучких насеља Дракулић, Шарговац и Мотике српске националности.
- 1947 — Британски план о подели Палестине на арапски и јеврејски део одбацили и Јевреји и Арапи.
- 1962 — У експлозији у руднику угља код Сарбрикена у Западној Немачкој погинуло 298 рудара.
- 1964 — Британска група „Битлси“ први пут гостовала у САД.
- 1968 — Премијери свих 10 канадских провинција одобрили нацрт Устава према којем је статус француског језика у целој Канади изједначен с енглеским.
- 1969 — Нигеријски авиони бомбардовали препуну пијацу у једном селу у побуњеној Бијафри. Погинуло више од 200 људи.
- 1971 — Жене у Швајцарској референдумом добиле право гласа.
- 1974 — Гренада је стекла независност од Уједињеног Краљевства.
- 1984 — Амерички космонаут Брус Макендлес током мисије свемирског брода „Чаленџер“ постао први човек који је прошетао свемиром користећи јединицу за маневрисање космонаута.
- 1986 — Председник Хаитија Жан Клод Дивалије побегао из земље и окончао 29-годишњу диктатуру породице Дивалије у тој карипској земљи.
- 1990 — Пленум Централног комитета Комунистичке партије СССР прихватио предлог лидера Михаила Горбачова за укидање 70-годишњег монопол на власт те партије, чиме је отворен пут за вишепартијски политички систем.
- 1991 — Свештеник Жан Бертран Аристид проглашен за председника Хаитија, као први демократски изабран шеф државе.
- 1992 — Представници 12 земаља Европске заједнице су потписали Мастрихтски споразум, који је довео до стварања Европске уније.
- 1995 — У Исламабаду, у Пакистану, ухапшен Рамзи Јусуф, главни осумњичени за напад на Светски трговински центар у Њујорку 1993. када је погинуло шест особа, а више од 1.000 повређено. За тај напад оптужено и на доживотну робију осуђено шест исламских екстремиста.
- 1996 — У „боингу 757“, који се срушио неколико минута после полетања из Доминиканске Републике ка Немачкој, погинуло свих 189 путника и чланова посаде. Већина путника били немачки туристи.
- 2000 — У Београду убијен министар одбране Југославије Павле Булатовић. Нови министар постао Драгољуб Ојданић, дотадашњи начелник Генералштаба Војске Југославије, а на његово место постављен је Небојша Павковић.
- 2001 — Бивши председник Жан Бертран Аристид вратио се на власт на Хаитију.
- 2003 — У експлозији аутомобила-бомбе у клубу „Ел Ногал“ у елитном делу града Богота у Колумбији погинуле најмање 32 особе, а више од 60 их повређено. За напад осумњичена герилска Револуционарна оружана снага Колумбије.
- 2006 — Научна експедиција открила више нових врста животиња и биљака на Западној Новој Гвинеји. Откривено је 20 нових врста жаба, четири врсте лептира, неколико врста палми, једна птичија подврста, као и врста кенгура за коју се мислило да је истребљена ловом.

## Рођења
- 574  — Шотоку, јапански принц и политичар раздобља Асука († 622)[1]
- 1478 — Томас Мор, енглески књижевник, хуманиста и државник. († 1535)[2]
- 1693 — Ана I Ивановна, руска императорка. († 1740)[3]
- 1812 — Чарлс Дикенс, енглески писац. († 1870)[4]
- 1867 — Лора Инголс Вајлдер, америчка списатељица. († 1957)[5]
- 1870 — Алфред Адлер, аустријски лекар и психијатар, творац индивидуалне психологије. († 1937)[6]
- 1877 — Годфри Харолд Харди, енглески математичар. († 1947)[7]
- 1885 — Синклер Луис, амерички књижевник, добитник Нобелове награде за књижевност (1930). († 1951)[8]
- 1889 — Хари Никвист, амерички инжењер електронике шведског порекла који је значајно допринео теорији информација. († 1976)[9]
- 1906 — Олег Антонов, руски конструктор авиона. († 1984)[10]
- 1906 — Пу Ји, последњи кинески цар. († 1967)[11]
- 1913 — Оскар Данон, југословенски диригент и композитор. († 2009)[12]
- 1927 — Душан Вукотић, југословенски редитељ, сценариста, аниматор и филмски педагог. († 1998)[13]
- 1927 — Владимир Куц, совјетски атлетичар. († 1975)[14]
- 1940 — Тошихиде Масукава, јапански теоријски физичар, добитник Нобелове награде за физику (2008). († 2021)[15]
- 1944 — Светислав Бата Прелић, српски редитељ, сценариста и продуцент.[16]
- 1949 — Драган Максимовић, српски глумац. († 2001)[17]
- 1954 — Дитер Болен, немачки музичар, музички продуцент, ТВ личност и писац, најпознатији као члан групе Modern Talking.[18]
- 1955 — Стивен Гулд, амерички писац.
- 1959 — Предраг Антонијевић, српски редитељ.[19]
- 1960 — Душко Кулиш, босанскохерцеговачки певач.[20]
- 1960 — Џејмс Спејдер, амерички глумац.[21]
- 1962 — Еди Изард, енглески комичар и глумац.[22]
- 1965 — Крис Рок, амерички глумац, комичар, писац, продуцент и редитељ.[23]
- 1974 — Стив Неш, канадски кошаркаш.[24]
- 1975 — Реми Гајар, француски хумористичар и комичар.
- 1977 — Цунејасу Мијамото, јапански фудбалер и фудбалски тренер.[25]
- 1978 — Данијел ван Бујтен, белгијски фудбалер.[26]
- 1978 — Ештон Кучер, амерички глумац.[27]
- 1978 — Милтон Паласио, америчко-белизејски кошаркаш.[28]
- 1982 — Микаел Пјетрус, француски кошаркаш.[29]
- 1983 — Сами Мехија, доминиканско-амерички кошаркаш.[30]
- 1987 — Бри Бенет, америчка порнографска глумица.[31]
- 1987 — Анте Томић, хрватски кошаркаш.
- 1989 — Никос Калатес, грчки кошаркаш.[32]
- 1989 — Ајзеја Томас, амерички кошаркаш.[33]
- 1990 — Далила Мухамед, америчка атлетичарка.[34]
- 1990 — Стивен Стамкос, канадски хокејаш на леду.[35]
- 1991 — Рајан О’Рајли, канадски хокејаш на леду.[36]
- 1993 — Крис Мирс, британски скакач у воду.[37]
- 1993 — Дијего Лаксалт, уругвајски фудбалер.[38]
- 1994 — Марко Павловски, српски фудбалер.[39]
- 1995 — Мирослав Пашајлић, српски кошаркаш.[40]

## Смрти
- 590 — Папа Пелагије II. (*520)[41]
- 999 — Болеслав II, војвода Чешке. (*932)[42]
- 1317 — Роберт од Клермона, гроф Клермонта. (*1256)[43]
- 1837 — Густав IV, шведски краљ. (*1778)[44]
- 1864 — Вук Стефановић Караџић, реформатор српског језика и правописа. (*1787)[45]
- 1878 — Папа Пије IX. (*1792)[46]
- 1871 — Хенри Стеинвеј, немачко-амерички предузетник. (*1797)
- 1894 — Адолф Сакс, белгијски произвођач дувачких инструмената. (*1894)[47]
- 1920 — Александар Колчак, руски адмирал и председник владе белих. (*1874)[48]
- 1932 — Панта Михајловић, српски инжењер и пионир на пољу телекомуникација. (*1854)
- 1942 — Иван Билибин, руски сликар, илустратор и позоришни сценограф. (*1876)[49]
- 1960 — Игор Курчатов, совјетски нуклеарни физичар. (*1903)[50]
- 1964 — Фламинио Бертони, италијански аутомобилски дизајнер, вајар и архитекта, конструктор Ајкуле и Спачека. (*1903)[51]
- 1964 — Софоклис Венизелос, грчки политичар, 133 премијер Грчке. (*1894)[52]
- 1979 — Јозеф Менгеле, лекар у нацистичким логорима, познат под надимком „Анђео смрти“. (*1911)[53]
- 1987 — Клаудио Вила, италијански певач. (*1926)[54]
- 1990 — Алан Перлис, амерички научник из области рачунарства. (*1922)[55]
- 1994 — Витолд Лутославски, пољски композитор и диригент. (*1913)[56]
- 1999 — Хусеин од Јордана, јордански краљ. (*1935)[57]
- 2000 — Биг Пан, амерички репер (*1971)
- 2000 — Павле Булатовић, министар одбране СР Југославије. (*1948)[58]
- 2001 — Дејл Еванс, америчка певачица и глумица. (*1912)[59]
- 2010 — Михаило Марковић, српски филозоф. (*1923)[60]
- 2013 — Крсто Папић, филмски редитељ и сценариста. (*1933)[61]
- 2015 — Дин Смит, амерички кошаркашки тренер. (*1931)[62]
- 2017 — Ана Радмиловић, српска књижевница, новинарка и глумица. (*1974)[63]
- 2019 — Алберт Фини, британски глумац. (*1936)[64]

## Празници и дани сећања
- Српска православна црква слави:
  - Светог Григорија Богослова, архиепископа цариградског
  - Преподобног Публија — сенатора који раздаде имање сиромасима и који се подвизавао у близини града Зевгмата на Еуфрату
  - Преподобног Мара
  - Свете мученике Фелициту и седам јој синова који пострадаше за Христа 164. године